# Split (Unix)

Comanda UNIX split este folosită pentru a sparge un fișier în două sau mai multe fișiere mai mici.

## Sintaxă
```
split [opțiuni] FIȘIER PREFIX
```

unde FIȘIERul va fi spart în mai multe fișiere mai mici. Fișierele rezultate încep toate cu PREFIXul specificat
urmat de două litere: PREFIXaa, PREFIXab, etc. Implicit, fișierele de ieșire au 1000 de linii text, iar în lipsa prefixului acesta este x.
Printre opțiunile cele mai folosite se numără:
-b (bytes) - numărul de bytes folosit pentru spargerea în fișiere (în loc de valoarea implicită de 1000 linii text).
-l (lines) - numărul de linii folosit pentru spargerea în fișiere (în loc de valoarea implicită de 1000 linii text).

## Exemple
```
# split -b 25000 text
# ls x*
xaa  xab  xac  xad  xae
```

Fișierul text este spart în cinci fișiere xaa, xab, xac, xad și xae. Primele patru au o dimensiune de 25000 bytes.
Pentru a reface fișierul original, se folosește comanda cat:
```
# cat xaa  xab  xac  xad  xae > text
```